# Ештомъёль
Ештомъёль, Еш-Томель — река в России, протекает в Лузском районе Кировской области и Прилузском районе Республики Коми. Устье реки находится в 68 км по правому берегу реки Лёхта. Длина реки составляет 23 км.
Река берёт начало в Кировской области в 18 км к северо-востоку от села Боровица. Вскоре после истока перетекает в Республику Коми. Генеральное направление течения — восток, русло извилистое. Всё течение проходит по ненаселённой тайге. Приток — Чалега (левый). Впадает в Лёхту напротив деревни Анкерская. Ширина в нижнем течении около 5 метров.

## Данные водного реестра
По данным государственного водного реестра России и геоинформационной системы водохозяйственного районирования территории РФ, подготовленной Федеральным агентством водных ресурсов:
- Бассейновый округ — Двинско-Печорский
- Речной бассейн — Северная Двина
- Речной подбассейн — Малая Северная Двина
- Водохозяйственный участок — Юг
- Код водного объекта — 03020100212103000012778